# Thomas Humphreys
Thomas Frederick Humphreys (ur. 8 września 1890 w Wingrave, zm. 9 kwietnia 1967 w Aston Abbotts) – brytyjski lekkoatleta (długodystansowiec), medalista olimpijski z 1912.
Zajął 18. miejsce w biegu przełajowym na igrzyskach olimpijskich w 1912 w Sztokholmie. Bieg był zdominowany przez biegaczy ze Szwecji i Finlandii, którzy zajęli siedem pierwszych miejsc. Do klasyfikacji drużynowej liczyły się miejsca trzech najlepszych zawodników danej reprezentacji. Brytyjczycy zajęli 15. (Frederick Hibbins), 16. (Ernest Glover) i 18. (Humphreys) miejsce, co sprawiło, że zdobyli brązowy medal w biegu przełajowym drużynowo. Humphreys na tych igrzyskach wystąpił również w biegu na 10 000 metrów, ale nie ukończył biegu eliminacyjnego.